# Самоизпълняващо се пророчество
Самоизпълняващо се пророчество (на английски: self-fulfilling prophecy) е предсказание, което директно или индиректно причинява изпълнението си по силата на самото предсказание, благодарение на положителната обратна връзка между вярване и поведение. Въпреки че примерите за самоизпълняващи се пророчества датират още от литературата на Древна Гърция и Древна Индия, терминът „самоизпълняващо се пророчество“ е въведен едва през 20 век от социолога Робърт Кинг Мъртън, който формално изяснява структурата и следствията му. В статията си от 1948 година, озаглавена „Self-Fulfilling Prophecy“, Мъртън дава следната дефиниция на понятието:
| „ | Самоизпълняващото се пророчество поначало е грешна постановка на ситуация, която провокира такова ново поведение, което прави оригинално грешната концепция да стане истинна. Привидната валидност на самоизпълняващото се пророчество увековечава грешката, защото пророкът използва фактическият развой на събитията като доказателство, че той е бил прав от самото начало. | “ |
| The self-fulfilling prophecy is, in the beginning, a false definition of the situation evoking a new behavior which makes the original false conception come true. This specious validity of the self-fulfilling prophecy perpetuates a reign of error. For the prophet will cite the actual course of events as proof that he was right from the very beginning. | |   |

С други думи, без значение дали пророчеството е за нещо добро или за нещо лошо, силната вяра или делюзия – декларираща, че нещо е вярно, когато то е фактически грешно – може в достатъчна степен да повлияе на хората така, че техните реакции в крайна сметка да доведат до изпълнението на поначало невярното пророчество, т.е. поведението, повлияно от очакванията, причинява тези очаквания да се изпълнят.

## Примери от литературата и изкуството
Много митове, легенди и приказки използват мотива за самоизпълняващите се пророчества като централен елемент в наративи, замислени да илюстрират концепцията за неумолимата съдба, основополагаща за елинистичния поглед към света. В един широко разпространен мотив, на дете, било то новородено или още незаченато, му е пророкувано, че ще направи нещо, което на властникът не иска да се случи, например да го убие. Въпреки всички предприети мерки пророчеството да не се сбъдне (например детето е изоставяно на произвола на съдбата), събитията се стичат тъкмо така, че в резултат от предприетите мерки, като верижна реакция, пророчеството да се сбъдне.

### Съвременни примери
Типичен пример за самоизпълняващо се пророчество от по-модерен период е фалитът наповечето американски банки през 1929 - 1930 г. Тогава все още не са въведени гаранционните фондове за банкова ликвидност, които да действат като буфер при такива обстоятелства. Така дори една банка да е напълно стабилна, пуснат слух за предстоящ неин фалит е в състояние да предизвика паника сред нейните вложитети, които да започнат масово да теглят капиталите си и фактически да доведат банката до фалит със собствените си действия.

### Древна Гърция
Най-добре известният пример за самоизпълняващо се пророчество е древногръцката легенда за Едип. Предупреден, че един ден детето му ще го убие, тиванският цар Лай захвърля новородения си син Едип. Едип обаче е намерен и прибран от други хора и осиновен от коринтския цар Полиб, растейки в неведение относно истинския си произход. Когато Едип пораства, го предупреждават, че ще убие баща си и ще се ожени за майка си. Вярвайки, че приемните му родители са неговите истински родители, той напуска дома си и заминава за Гърция, достигайки най-сетне до Тива – града, в който живеят биологичните му родители. Там той влиза в сражение с един странник – истинския му баща, убива го и се жени за вдовицата му Йокаста, истинската майка на Едип.
Гръцката историография съдържа известен вариант: когато лидийският цар Крез пита Делфийския оракул дали трябва да нахлуе в Персия, отговорът на оракула гласял, че ако го сторел, щял да разруши велико царство. Смятайки, че оракулът му предвещава победа над персите, Крез атакува, но е разгромен от армията на Кир и така разрушеното царство се оказва неговото собствено. В този пример на самоизпълняващо се пророчество, пророчеството кара някого да предприеме действие, което той вярва, че ще завърши благоприятно за него; резултатът е катастрофален, но въпреки това такъв, че точно изпълнява формулировката на пророчеството.
За самоизпълняващото се пророчество не е задължително хората да се опитват неуспешно да избегнат пророчеството. Например, когато е предсказано, че Зевс ще се пребори с баща си Хронос и ще узурпира мястото му като цар на боговете, той дейно се впуска във война с баща си в директен опит да изпълни пророчеството. Това прави пророчеството самоизпълняващо се, защото на първо място то е което дава вдъхновение на Зевс да подеме войната.